# Aplopsis darlingtoni
Aplopsis darlingtoni är en skalbaggsart som beskrevs av Britton 1957. Aplopsis darlingtoni ingår i släktet Aplopsis och familjen Melolonthidae. Inga underarter finns listade i Catalogue of Life.